# Källtjärnen (Älvdalens socken, Dalarna, 681940-139107)
Källtjärnen är en sjö i Älvdalens kommun i Dalarna och ingår i Dalälvens huvudavrinningsområde.